# Phaenomeridinae
Phaenomeridinae (лат.) — подсемейство пластинчатоусых жуков, распространённых в Африке. Небольшое подсемейство, состоящее всего из 12 видов в двух родах:
- Oxychirus Quedenfeld, 1888 (1 вид)
- Phaenomeris Hope, 1833 (11 видов)